# Ноттинг-хилл Гейт (станция метро)
Ноттинг-хилл Гейт (англ. Notting Hill Gate) — станция лондонского метрополитена. На станции останавливаются поезда трёх линий метро: «Дистрикт», Кольцевой (на поверхностной платформе, используют общие пути) и Центральной (платформа глубокого заложения). Относится к первой и второй тарифным зонам.

## История станции
Поверхностные платформы берегового типа, на которых останавливаются поезда линии «Дистрикт» и Кольцевой линии, использующих общие пути, изначально были открыты 1 октября 1868 года.
Станция Центральной линии глубокого заложения с платформой островного типа была открыта 30 июля 1900 года.
Вестибюль и вход на станцию перестроены в начале 1950-х.

## Иллюстрации
- Станция «Ноттинг-хилл Гейт»
- Платформа «Дистрикт» и Кольцевой линии
- Рондель на платформе «Дистрикт» и Кольцевой линии
- Крыша над платформой «Дистрикт» и Кольцевой линии
- Платформа Центральной линии